# Mausolée de Qianling

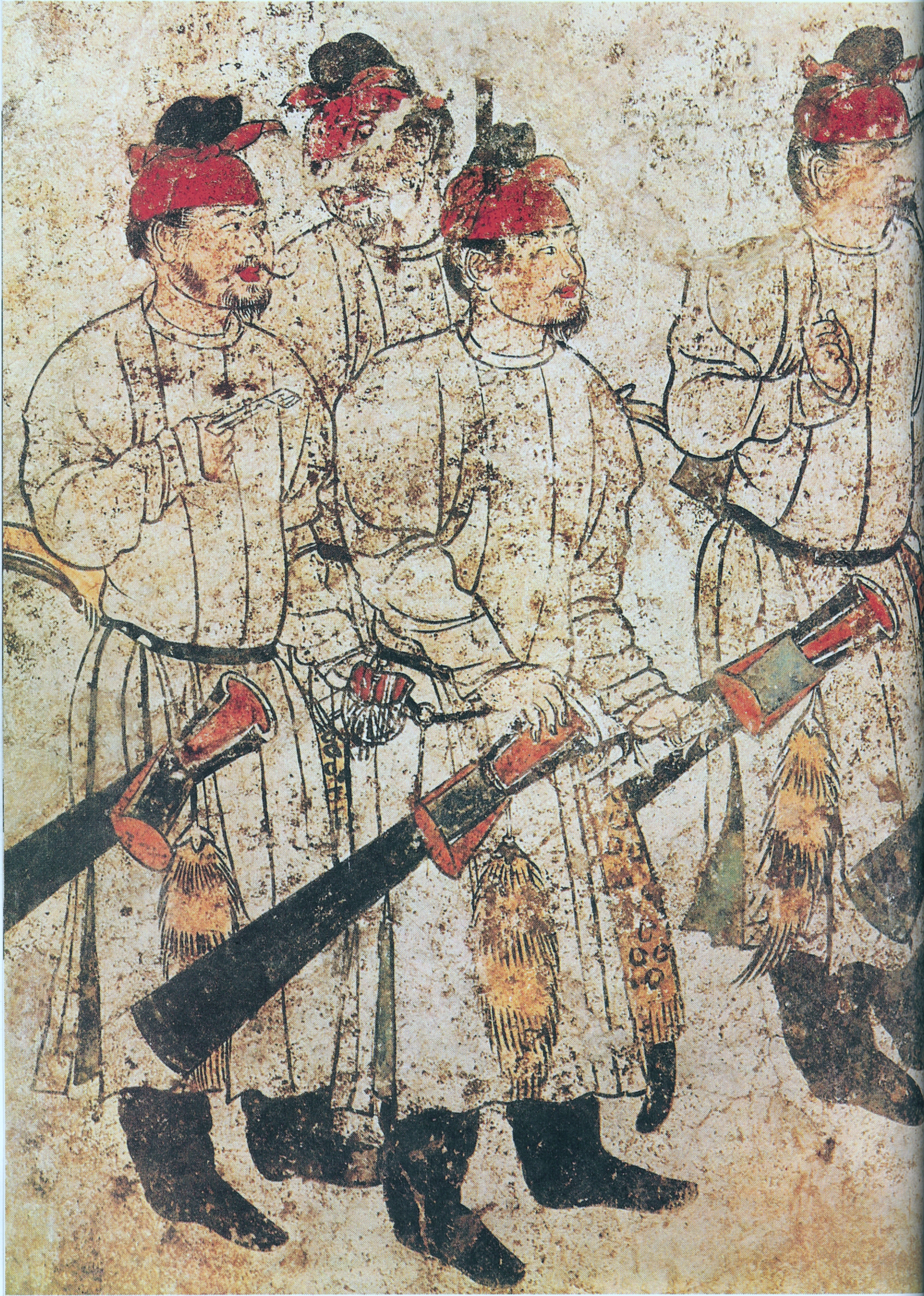
Figures d'un cortège, sur une peinture murale de la tombe de Li Xian, datant de l'an 706.

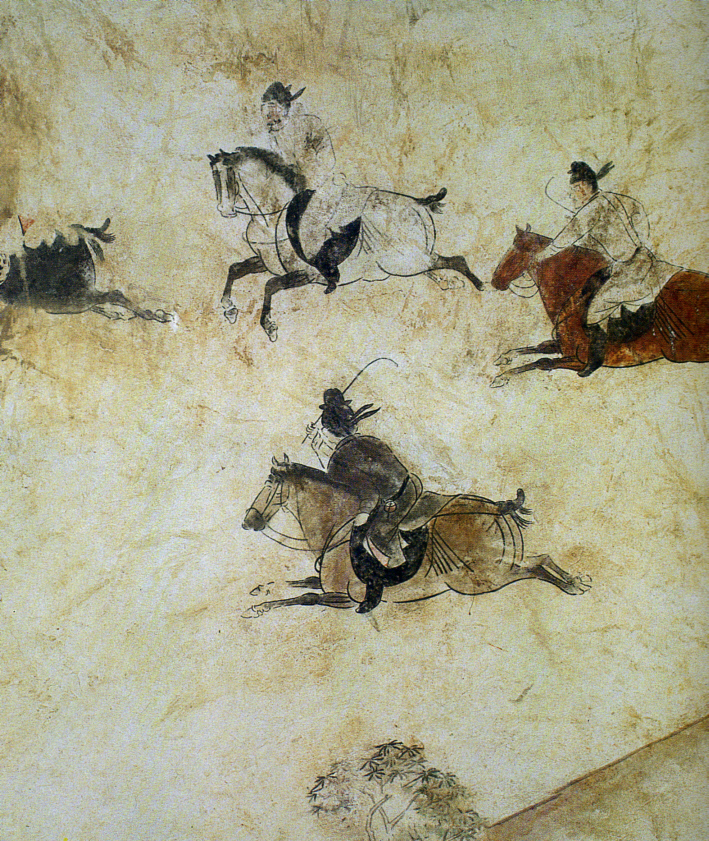
Joueurs de polo en jeu, détail du mur ouest de la tombe de Li Xián

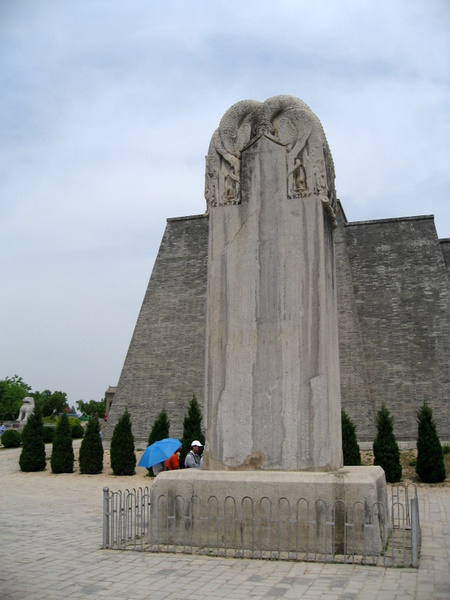
Stèle de 3.6 m en mémoire de Wu Zetian située à l'est du portail du phénix

Le mausolée de Qianling (en chinois 乾陵, en chinois simplifié 乾陵, en pinyin Qián líng) est un vaste ensemble funéraire construit pour l'empereur Tang Gaozong. Il abrite également la dépouille de son épouse, l'impératrice Wu Zetian. Il est situé dans le comté de Qian, dans la province chinoise du Shaanxi, à environ 85 km au nord-ouest de Xi'an, ville autrefois capitale et alors appelée Chang'an.

## Description
Construites en 684 (avec des constructions supplémentaires apportées jusqu'en 706), les tombes du mausolée abritent les restes de plusieurs membres de la famille royale Li, dont celles de Li Xian (zh) et de Li Xianhui. Le mausolée est renommé pour ses statues de pierre de la dynastie Tang situées au-dessus du sol et pour ses peintures murales placées sur les parois souterraines des tombes. Sous le tumulus principal, il y a, en plus des tombes de Gaozong et Wu Zetian, 17 plus petites tombes, appelées peizang mu. Actuellement[Quand ?], seules cinq de ces tombes satellites ont été fouillées par les archéologues ; trois appartiennent à des membres de la famille royale, un à un chancelier de Chine et la dernière à un général de la garde34° 34′ 28″ N, 108° 12′ 51″ E.